# Queso de Cabrales
Il queso de Cabrales è un formaggio a pasta erborinata molle che viene elaborato nelle Asturie in Spagna, a partire da latte di mucca, capra e pecora. È caratteristico del comune di Cabrales e di alcune località di Peñamellera Alta.

## Elaborazione
Si usa il latte di due mungiture, quello della mattina e quello della sera. Quando acquisisce la temperatura adeguata si aggiunge il caglio, che può essere ottenuto tanto in modo artigianale come a partire da preparati industriali. Non si usa una grande quantità di caglio, in modo che la fine del processo avvenga lentamente e il latte viene mantenuto nella cucina in modo che venga conservato ad una temperatura tiepida. La mattina successiva, quando la cagliata si è formata, si rompe con un cucchiaio e si lascia riposare per alcune ore, per levarle il siero più tardi. La pasta risultante viene passata a degli stampi cilindrici senza essere pressata. Questi stampi si riempiono oltre la loro capacità, coronandoli con un cono di cagliata. Vengono poi mantenuti su tavole di legno nella cucina per alcuni giorni, di modo che il calore aiuti a seccare la cagliata. Una volta estratti dallo stampo, si sala il formaggio da un lato e passati alcuni giorni dall'altro lato.
Il processo di maturazione viene portato a termine nelle grotte naturali esistenti nei Picos de Europa. 
In queste grotte, l'umidità relativa è del 90% e la temperatura oscilla tra gli 8 e i 12 °C. In queste condizioni si sviluppano nel formaggio muffe del tipo penicillium (naturalmente presente nell'ambiente), che gli conferiscono le tipiche zone e venature dal colore blu-verde. Questo processo è solito durare tra i due e i quattro mesi, durante i quali l'artigiano cambia la posizione delle forme con l'obiettivo di condire ciascuna faccia. Durante questo tempo i formaggi vengono coperti con foglie di acero umide (per ragioni di igiene questa pratica è stata abbandonata). Il prodotto finale raggiunge un peso che va dai due ai cinque chili.

## Caratteristiche
Il formaggio presenta una crosta appena accennata, che presenta una superficie di forma untuosa e molle simile a quella dell'interno. Quando è maturo ha un colore verde-bluastro e la massa è cremosa, con un forte odore. Il formaggio sarà più o meno giallo quanto maggiore è la quantità di latte di vacca utilizzata, sebbene in generale presenta un tono più tendente al bianco.
Dal 1981 i produttori di questo formaggio sottostanno al “Reglamento de la Denominación de Origen del Queso Cabrales”, e si devono adattare ad alcune norme quali usare solo latte autoctono o seguire tecniche artigianali nella produzione.
L'ultima domenica di agosto si celebra ad Arenas de Cabrales il Concorso del queso Cabrales.